# Mahdi Bali
Mahdi Bali (pers. مهدی بالی; ur. 21 lipca 1997) – irański zapaśnik walczący w stylu klasycznym. Mistrz Azji w 2021, 2022 i 2023. Pierwszy w Pucharze Świata w 2022. Brązowy medalista igrzysk solidarności islamskiej w 2021. Wicemistrz wojskowych MŚ z 2021 i trzeci w 2023. Triumfator mistrzostw Azji juniorów w 2017 roku.